# Alexander Knox (Schauspieler)
Alexander Knox (* 16. Januar 1907 in Strathroy, Ontario; † 25. April 1995 in Berwick-upon-Tweed, Northumberland) war ein kanadischer Schauspieler.

## Leben
Knox ging 1929 als Theaterschauspieler nach England. 1931 erhielt er seine erste kleine Filmrolle, seine Arbeit in den 1930er Jahren in England konzentrierte sich allerdings vorwiegend auf die Theaterarbeit. Erst als er 1941 in die USA kam, begann seine Filmkarriere. In seinem ersten US-amerikanischen Film stellte er als Gegenspieler von Edward G. Robinson in Der Seewolf den „Humphrey Van Weyden“ dar. Drei Jahre später spielte er in Darryl F. Zanucks patriotischer Großproduktion Wilson die Titelrolle des amerikanischen Präsidenten Woodrow Wilson, wurde dafür 1945 für einen Oscar nominiert und gewann den Golden Globe Award.
1943 heiratete Knox die amerikanische Schauspielerin Doris Nolan (1916–1998). Sie blieben ein Paar bis zu seinem Tode 1995. Anfang der 1950er Jahre kam der Schauspieler auf die Schwarze Liste Hollywoods; er erhielt keine Rollenangebote mehr und ging 1954 zurück nach England, wo er weiter als Filmschauspieler tätig war. Seine letzte Kinorolle übernahm er 1985 in einem amerikanischen Film: In Ted Kotcheffs Film Eine Liebe in Montreal spielte er den Senator Hornby.

## Filmografie (Auswahl)
- 1931: Der Würger kommt um Mitternacht (The Ringer)
- 1936: Rembrandt
- 1939: Vier Federn (The Four Feathers)
- 1941: Der Seewolf (The Sea Wolf)
- 1942: This Above All
- 1942: Commandos Strike at Dawn
- 1944: None Shall Escape
- 1944: Wilson
- 1945: Over 21
- 1946: Schwester Kenny (Sister Kenny)
- 1948: The Sign of the Ram
- 1949: Tokio-Joe (Tokyo Joe)
- 1951: Zwei von einer Sorte (Two of a Kind)
- 1951: Ein Held für zwei Stunden (Saturday’s Hero)
- 1951: Das zweite Gesicht des Dr. Jekyll (The Son of Dr. Jekyll)
- 1951: Mann im Sattel (Man in the Saddle)
- 1952: Paula
- 1952: Europa ’51
- 1954: Der schlafende Tiger (The Sleeping Tiger)
- 1954: Das geteilte Herz (The Divided Heart)
- 1955: Sie waren 13 (The Night My Number Came Up)
- 1956: Allen Gewalten zum Trotz (Reach for the Sky)
- 1957: Schau nicht zurück (High Tide at Noon)
- 1957: In letzter Minute (Hidden Fear)
- 1958: Flüsternde Schatten (Chase a Crooked Shadow)
- 1958: Die Wikinger (The Vikings)
- 1958: Duell mit dem Tod (Intent to Kill)
- 1958: Der Spion mit den 2 Gesichtern (The Two-Headed Spy)
- 1959: Die den Tod nicht fürchten (The Wreck of the Mary Deare)
- 1960: Drama im Spiegel (Crack in the Mirror)
- 1960: Oscar Wilde
- 1962: Der längste Tag (The Longest Day)
- 1962: Simon Templar (The Saint, Fernsehserie, Folge 1x02)
- 1962: Sie sind verdammt (The Damned)
- 1963: Begierde an schattigen Tagen (In the Cool of the Day)
- 1964: Plädoyer für einen Mörder (Man in the Middle)
- 1964: Die Strohpuppe (Woman of Straw)
- 1965: Ein Riß in der Welt (Crack in the World)
- 1965: Südlich vom Pangani-Fluß (Mister Moses)
- 1966: Der Puppenmörder (The Psychopath)
- 1966: Modesty Blaise – Die tödliche Lady (Modesty Blaise)
- 1966: Khartoum
- 1967: Accident – Zwischenfall in Oxford (Accident)
- 1967: Die 25. Stunde (La Vingt-cinquième Heure)
- 1967: James Bond 007 – Man lebt nur zweimal (You Only Live Twice)
- 1967: Wie ich den Krieg gewann (How I Won the War)
- 1968: Pancho Villa reitet (Villa Rides)
- 1968: Shalako
- 1969: Fräulein Doktor
- 1969: Vergiss oder stirb (Run a Crooked Mile, Fernsehfilm)
- 1970: Abenteuer in Neuguinea (Skullduggery)
- 1971: Die Ratten von Amsterdam (Puppet on a Chain)
- 1971: Nikolaus und Alexandra (Nicholas and Alexandra)
- 1977: Inferno 2000 (Holocaust 2000)
- 1979: Dame, König, As, Spion (Tinker Tailor Soldier Spy, Miniserie)
- 1980: Die Zeitbombe (Cry of the Innocent, Fernsehfilm)
- 1980: J. Robert Oppenheimer – Atomphysiker (Oppenheimer, Miniserie)
- 1983: Gorky Park
- 1985: Eine Liebe in Montreal (Joshua Then and Now)
- 1985: Wettlauf zum Pol (The Last Place on Earth, Miniserie)
- 1986: Lovejoy (Fernsehserie, 2 Folgen)